# Mar lunar

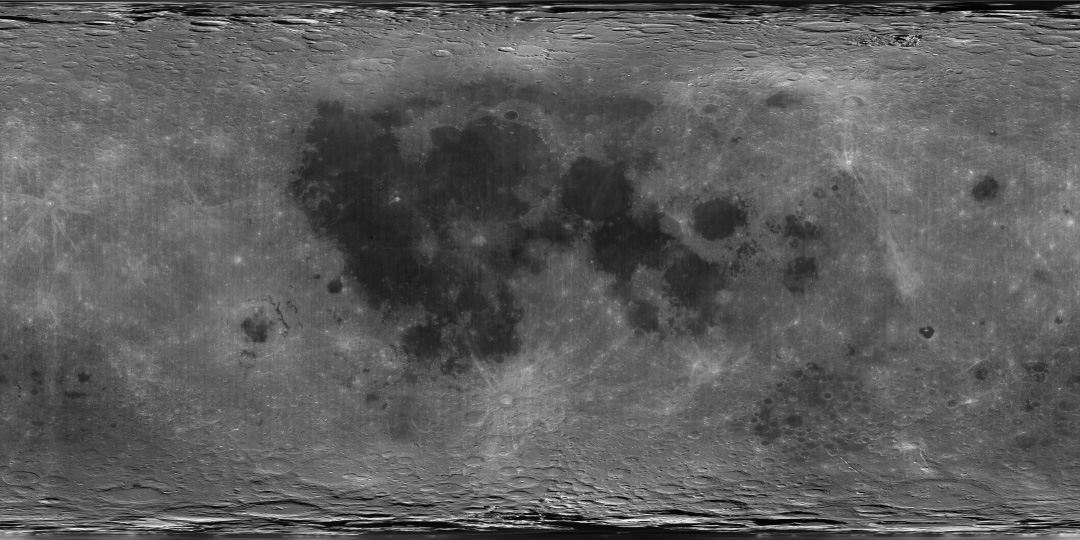
Montaje fotográfico mostrando la superficie lunar en proyección cilíndrica; las zonas más oscuras son los mares lunares.

Los mares lunares, denominados también mare (del latín, plural maria) son planicies extensas, oscuras y basálticas de la superficie lunar, conformadas por afloramientos basálticos en erupciones provocadas por impactos de meteoritos. También son definidas como cuencas bajas de contornos casi circulares rellenadas de lava. Los primeros astrónomos los denominaron así al confundirlos visualmente con auténticos mares.
Son fácilmente distinguibles en la superficie de la Luna debido a su color oscuro, ya que reflejan menos la luz del Sol que las zonas lunares altas. Su suelo se creó a lo largo de millones de años por el impacto de meteoritos en la superficie que perforaron la corteza del satélite, produciendo enormes cuencas de impacto, las cuales fueron luego rellenadas por magma procedente del manto lunar. Al conjunto de mares lunares se le denomina maria.
También se considera parte de los maria a otras planicies de diversa magnitud que tuvieron una formación similar, aunque no se los llame «mare». En realidad difieren de estos últimos básicamente en su tamaño. Por ejemplo, el Oceanus Procellarum («océano»), fue denominado así por su gran extensión. Pero la nomenclatura también usa Lacus («lago»), para las planicies más pequeñas; Palus («pantano» o «ciénaga») para llanuras relativamente extensas pero de límites poco definidos y Sinus («seno») para las convexidades redondeadas en un mare.

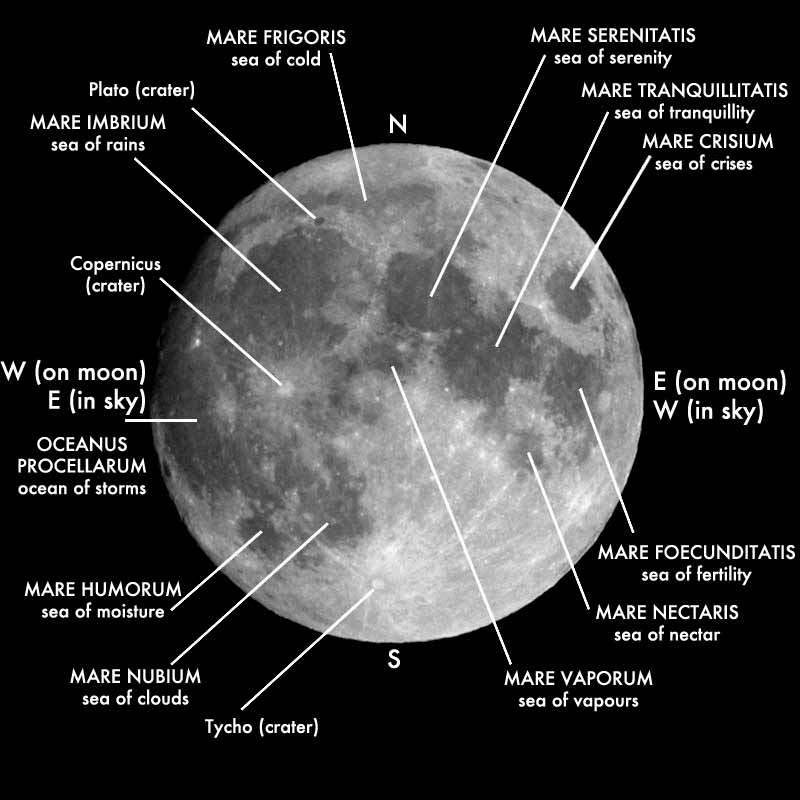
Mares de la Luna.

Debido a que el regolito, que conforma gran parte del suelo lunar, refleja más la luz que el basalto de los mares, estos últimos se perciben como grandes manchas oscuras que contrastan con el resto de la superficie. Los mares recubren el 16 % de la superficie lunar y se encuentran, sobre todo, en la cara visible. Los pocos que se hallan en la cara oculta son mucho más pequeños y están llenos de enormes cráteres en los que fluyeron cantidades más exiguas de basalto. Ejemplo de este tipo de accidente es el denominado Mare Crisium, situado a 17ºN-59ºE, formando una enorme extensión de material denominado regolito.
Se cree que esta distribución irregular se debe al fenómeno de rotación síncrona, que hace que la Luna emplee el mismo tiempo en girar sobre sí misma que en dar una vuelta a la Tierra, por lo que siempre se observa la misma cara. Al ser los mares más densos que el resto de la superficie lunar, son atraídos con más fuerza por efecto de la gravedad terrestre. Después de milenios, la rotación de la Luna se ha ralentizado de tal forma que la cara más pesada se orienta siempre hacia la Tierra.[cita requerida]
La mayor parte de las erupciones volcánicas que formaron los maria tuvieron lugar a través de las fisuras de las oquedades de los impactos. La lava basáltica fue fluyendo a lo largo de diversos períodos, durante milenios, mucho después de que se formaran las oquedades de los impactos.
La nomenclatura tradicional para la Luna también incluye algún océano (oceanus), lago (lacus), marisma (palus) y bahía (sinus), los tres últimos son más pequeños que los maria, pero tienen las mismas características.